# قابل امام‌وردیف
قابل امام‌وردیف (به ترکی آذربایجانی: Qabil İmamverdiyev)(متولد ۱۹۲۶ باکو - ۴ آوریل ۲۰۰۷ باکو) نویسنده و شاعر ملی معاصر آذربایجانی به‌شمار می‌رود.

## زندگی
قابل امام‌وردیف به تاریخ ۱۲ اوت ۱۹۲۶ در باکو متولد شد. پدر وی از کارگران شرکت راه‌آهن بود، تحصیلات خود را در شعبه ادبی مکتب معلم به پایان رسانید. فعالیت مشهور قابل امام‌وردیف در وصف وطن و گرامیداشت مقام عمادالدین نسیمی بوده‌است. وی پس از ۸۰ سال زندگی و تالیف کتاب‌های ادبی و نویسندگی، در ۴ آوریل ۲۰۰۷ درگذشت.

## تقدیر
قابل امام‌وردیف، ۱۰ سپتامبر ۱۹۹۲ از طرف رئیس جمهور وقت جمهوری آذربایجان، ابوالفضل ایلچی‌بیگ با اهدای نشان شرف از خدمات وی در زمینه توسعه ادبیات ملی قدردانی کرد.
در تاریخ ۱۱ اوت ۲۰۰۶ رئیس جمهور کنونی جمهوری آذربایجان، الهام علی‌اف با اهدای نشان استقلال به جهت تالیفات وی در زمینه علمی و ادبی تقدیر کرد.

## آثار
برخی از آثار مشهور قابل امام‌وردیف:
- "دریای خزر آبی من" (به ترکی آذربایجانی: Mənim mavi Xəzərim)
- "زندگی من" (به ترکی آذربایجانی: Ömrüm boyu)
- "نسیمی" (به ترکی آذربایجانی: Nəsimi)
- "قرض زندگی" (به ترکی آذربایجانی: Ömrün həbləri)
- "قسمت الهی" (به ترکی آذربایجانی: İlahi qisməti)
- "دوستان، آشنایان" (به ترکی آذربایجانی: Dostlarım, tanışlarım)